# 7.ª edición de los Premios Óscar
La 7.ª edición de los Premios Óscar se celebró el 27 de febrero de 1935 en el Biltmore Hotel de Los Ángeles, California y fue presentada por Irvin S. Cobb.
La comedia romántica  de Frank Capra It Happened One Night se convirtió en la primera película en la historia en conseguir los cinco premios más importantes: mejor película, mejor director, mejor actor, mejor actriz y mejor guion. Este logro solo se ha repetido otras dos veces; en 1976 por One Flew Over the Cuckoo's Nest, y en 1992 por The Silence of the Lambs. También fue la primera comedia romántica que consiguió el premio a la mejor película.
Por primera vez, la Academia estandarizó la práctica, todavía en vigencia, de que el período de elegibilidad para poder premiar a una película sería el año anterior.
Esta fue también la primera de dos ediciones en la que la Academia permitió candidatos por escrito, es decir, candidatos que no aparecían en las papeletas oficiales de votaciones, pero a los que se podía votar escribiendo su nombre en las mismas. Se consideró este hecho como una respuesta tácita a la controversia que se suscitó por el desaire a la interpretación de Bette Davis en Of Human Bondage.
También este año aparecieron tres nuevas categorías: mejor montaje, mejor orquestación y mejor canción original.
Fue la última vez en la que la categoría de mejor actor contenía todos los candidatos en su primera nominación; así como la última vez, hasta la 43.ª edición en la que, en cualquier categoría interpretativa principal, todos sus candidatos se encontraban en su primera nominación (la categoría de mejor actriz, ese año 1970, tuvo todas las candidatas nominadas por primera vez, algo que no ocurría desde la 2ª edición).
Shirley Temple recibió el primer Premio Juvenil de la Academia con solo 6 años, convirtiéndola en la ganadora más joven de un premio.

## Ganadores y nominados

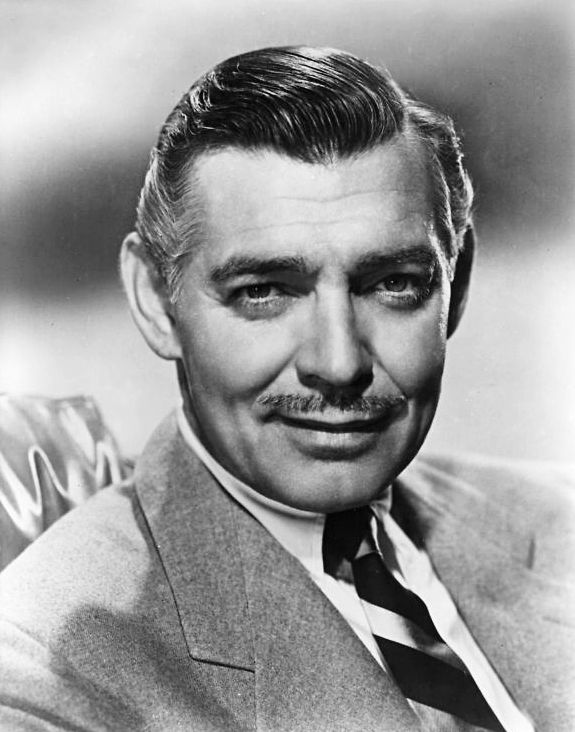
Clark Gable fue el ganador del Óscar al mejor actor por It Happened One Night.

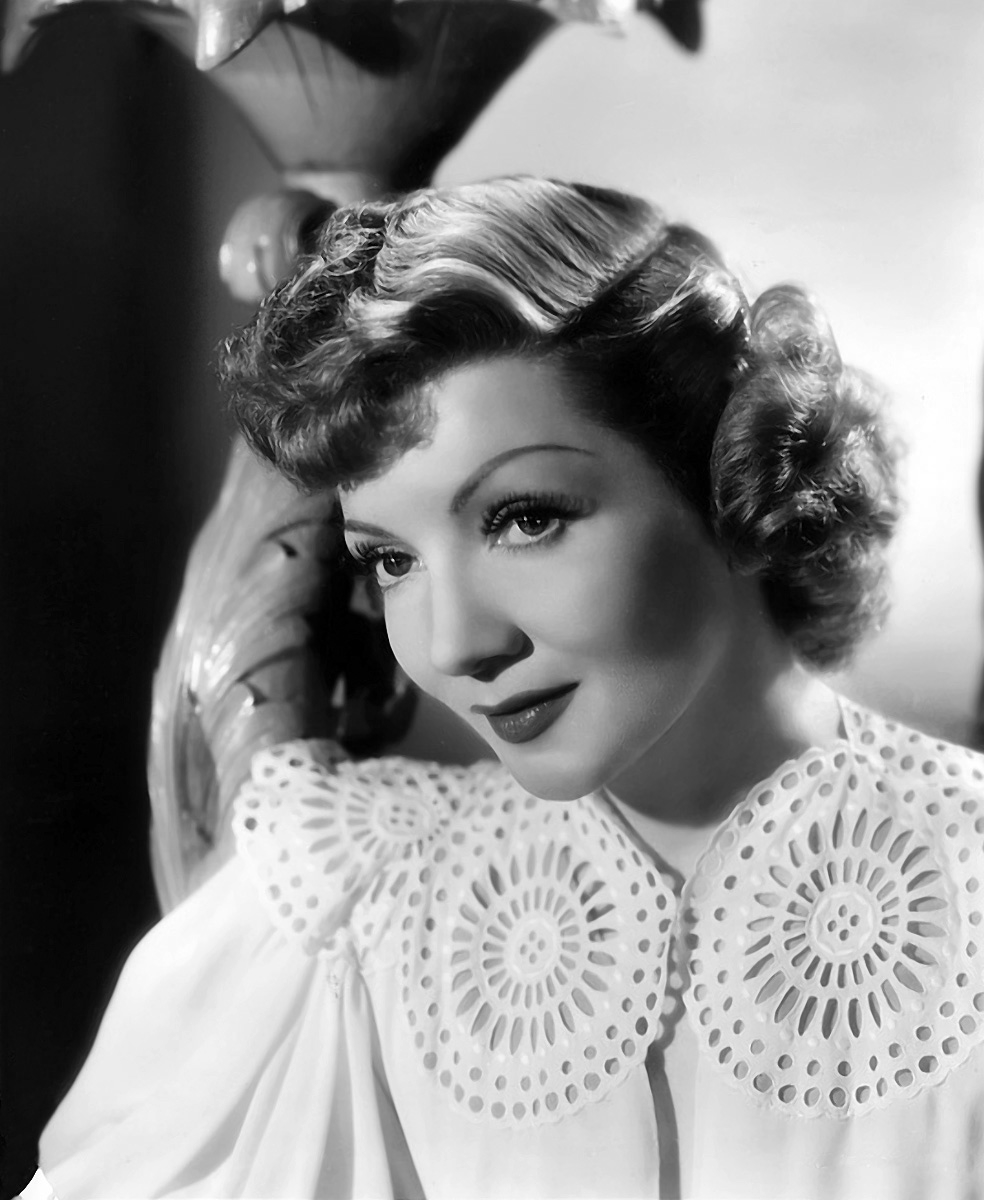
Claudette Colbert fue la ganadora del Óscar a la mejor actriz por It Happened One Night.

1. Los ganadores están listados primero y destacados en negritas. ⭐
2. El título o títulos en español se encuentra entre paréntesis.

| Producción sobresaliente - It Happened One Night — Columbia Pictures (Sucedió una noche) ⭐ - The Barretts of Wimpole Street (La familia Barret / Las vírgenes de Wimpole Street) — Metro-Goldwyn-Mayer - Cleopatra — Paramount Publix - Flirtation Walk (La generalita) — First National Pictures - The Gay Divorcee (La alegre divorciada) — RKO Pictures - Here Comes the Navy (Aquí viene la armada) — Warner Bros. - The House of Rothschild (La casa de los Rothschild) — Twentieth Century Pictures - Imitation of Life (Imitación de la vida) — Universal - One Night of Love (Una noche de amor) — Columbia Pictures - The Thin Man (La cena de los acusados) — Metro-Goldwyn-Mayer - Viva Villa! — Metro-Goldwyn-Mayer - The White Parade (La legión blanca) — Fox Film Co. | Mejor dirección - Frank Capra - It Happened One Night (Sucedió una noche) ⭐ - Victor Schertzinger – One Night of Love (Una noche de amor) - W. S. Van Dyke – The Thin Man (La cena de los acusados) |
| Mejor actor - Clark Gable – It Happened One Night (Sucedió una noche) como Peter Warne⭐ - Frank Morgan – The Affairs of Cellini (El burlador de Florencia) como Alejandro, Duque de Florencia - William Powell – The Thin Man (La cena de los acusados) como Nick Charles | Mejor actriz - Claudette Colbert – It Happened One Night (Sucedió una noche) como Ellen "Ellie" Andrews⭐ - Bette Davis – Of Human Bondage (Cautivo del deseo) como Mildred Rogers - Grace Moore – One Night of Love (Una noche de amor) como Mary Barrett - Norma Shearer – The Barretts of Wimpole Street (La familia Barret / Las vírgenes de Wimpole Street) como Elizabeth Barrett                                                                 |
| Mejor argumento - Manhattan Melodrama (El enemigo público número uno) – Arthur Caesar⭐ - Hide-Out (El refugio) – Mauri Grashi - The Richest Girl in the World (La mujer más rica del mundo) – Norman Krasna | Mejor adaptación - It Happened One Night (Sucedió una noche) – Robert Riskin; basado en la historia llamada "Night Bus" de Samuel Hopkins Adams⭐ - One Thin Man (La cena de los acusados) – Frances Goodrich y Albert Hackett; basado en la novela de Dashiell Hammett - Viva Villa! – Ben Hecht; a partir de la novela de Edgecumb Pinchon y O. B. Stade                                                                                              |
| Mejor cortometraje - Comedia - La Cucaracha – Kenneth Macgowan y Pioneer Pictures⭐ - Men in Black – Jules White - What, No Men! – Warner Bros. | Mejor cortometraje - Innovación - City of Wax – Horace Woodard y Stacy Woodard⭐ - Bosom Friends – Skibo Productions - Strikes and Spares – Pete Smith |
| Mejor cortometraje animado - The Tortoise and the Hare – Walt Disney⭐ - Holiday Land – Screen Gems - Jolly Little Elves – Walter Lantz | Mejor sonido - One Night of Love (Una noche de amor) – John P. Livadary⭐ - The Affairs of Cellini (El burlador de Florencia) – Thomas T. Moulton - Cleopatra – Franklin B. Hansen - Flirtation Walk (La generalita) – Nathan Levinson - The Gay Divorcee (La alegre divorciada) – Carl Dreher - Imitation of Life (Imitación de la vida) – Theodore Soderberg - Viva Villa! – Douglas Shearer - The White Parade (La legión blanca) – Edmund H. Hansen |
| Mejor orquestación - One Night of Love (Una noche de amor) – Departamento musical de los estudios Columbia⭐ - The Gay Divorcee (La alegre divorciada) – Departamento musical de los estudios RKO Radio - The Lost Patrol (La patrulla perdida) – Departamento musical de los estudios RKO Radio | Mejor canción original - «The Continental» de The Gay Divorcee (La alegre divorciada) – Música: Con Conrad; Letra: Herb Magidson⭐ - «Carioca» de Flying Down to Rio (Volando hacia Río de Janeiro) – Música: Vincent Youmans; Letra: Edward Eliscu y Gus Kahn - «Love in Bloom» de She Loves Me Not (Fuga apasionada) – Música: Ralph Rainger; Letra: Dorothy Fields y Leo Robin                                                                       |
| Mejor dirección de arte - The Merry Widow (La viuda alegre) – Cedric Gibbons y Fredric Hope⭐ - The Affairs of Cellini (El burlador de Florencia) – Richard Day - The Gay Divorcee (La alegre divorciada) – Van Nest Polglase y Carroll Clark | Mejor fotografía - Cleopatra – Victor Milner⭐ - The Affairs of Cellini (El burlador de Florencia) – Charles Rosher - Operator 13 (La espía número 13) – George J. Folsey |
| Mejor montaje - Eskimo – Conrad A. Nervig⭐ - Cleopatra – Anne Bauchens - One Night of Love (Una noche de amor) – Gene Milford | Mejor asistente de dirección - Viva Villa! – John S. Waters⭐ - Cleopatra – Cullen Tate - Imitation of Life (Imitación de la vida) – Scott R. Beal |

## Premios y nominaciones múltiples
| Película                       | Nominaciones | Premios |
| ------------------------------ | ------------ | ------- |
| It Happened One Night          | 5            | 5       |
| One Night of Love              | 6            | 2       |
| Cleopatra                      | 5            | 1       |
| The Gay Divorcee               | 5            | 1       |
| Viva Villa!                    | 4            | 1       |
| Eskimo                         | 1            | 1       |
| Manhattan Melodrama            | 1            | 1       |
| The Merry Widow                | 1            | 1       |
| The Affairs of Cellini         | 4            | 0       |
| The Thin Man                   | 4            | 0       |
| Imitation of Life              | 3            | 0       |
| The Barretts of Wimpole Street | 2            | 0       |
| Flirtation Walk                | 2            | 0       |
| The White Parade               | 2            | 0       |